# Assembleia Municipal de Oeiras
A Assembleia Municipal de Oeiras (AMO) é o órgão representativo do Município de Oeiras, dotado de poderes deliberativos e com competência para fiscalizar a atividade do executivo municipal. Compete-lhe promover e salvaguardar os interesses próprios da população do concelho, deliberando sobre matérias de importância municipal, sob proposta da Câmara Municipal, nos termos previstos na lei.
A AMO pode igualmente pronunciar-se sobre quaisquer assuntos de interesse para o município e receber petições apresentadas por cidadãos ou por organizações.
As eleições para a Assembleia Municipal realizam-se de quatro em quatro anos, em simultâneo com as eleições autárquicas para os restantes órgãos do município. O órgão é composto por 33 deputados municipais eleitos diretamente e, por inerência, pelos cinco presidentes de junta de freguesia do concelho. Pela sua composição, atribuições e competências, a Assembleia Municipal constitui um espaço de representação democrática e de participação cívica, aberto às necessidades, preocupações e aspirações dos munícipes.

## Composição da Assembleia Municipal
É constituída, desde as últimas eleições autárquicas portuguesas de 2021, por 33 deputados municipais eleitos e 5 presidentes das juntas de freguesia do município, e a sua missão e competências estão fixadas no Regime Jurídico das Autarquias Locais publicado no anexo I da Lei 75/2013, de 12 de setembro.
Para a legislatura de 2021-2025, a AMO é constituída por:
|                       | Partido             | Partido | Deputados | Deputados |
| Início da legislatura | Partido             | Partido |           |           |
| •                     | IN-OV               | 18      | 18        |           |
|                       | PS                  | 4       | 4         |           |
|                       | PPD/PSD             | 3       | 3         |           |
|                       | BE-L-VP             | 3       | 3         |           |
|                       | CDU                 | 2       | 2         |           |
|                       | CHEGA               | 1       | 1         |           |
|                       | Iniciativa Liberal  | 1       | 1         |           |
|                       | PAN                 | 1       | 1         |           |
| •                     | Juntas de Freguesia | 5       | 5         |           |

(•) Partidos que apoiam o Presidente da Câmara Municipal

## Grupos Municipais
Os deputados municipais eleitos por cada partido ou coligação de partidos podem constituir-se em grupo municipal, desde que, na sua composição, tenham dois ou mais deputados. A constituição de cada grupo municipal efetua-se mediante comunicação dirigida ao Presidente da Assembleia Municipal, assinada pelos deputados que o compõem, indicando a sua designação, bem como o nome do respetivo presidente e dos vice-presidentes, se os houver. Cada grupo municipal estabelece livremente a sua organização.
| Partido | Partido | Presidente do grupo municipal | Deputados |
| ------- | ------- | ----------------------------- | --------- |
|         | IN-OV   | António Vicente               | 18        |
|         | PS      | Alexandra Tavares de Moura    | 4         |
|         | PSD     | Jorge Pracana                 | 3         |
|         | BE-L-VP | Mónica Albuquerque            | 3         |
|         | CDU     | Carlos Coutinho               | 2         |

## Deputados únicos representantes de partidos
Os deputados únicos representam partidos que elegeram apenas um parlamentar para a Assembleia Municipal, não reunindo o número mínimo de dois deputados exigido para a constituição de um grupo municipal. O seu estatuto é regulado pelo Regimento da Assembleia e pelas normas aplicáveis na Lei.
| Partido Político | Partido Político | Deputado único representante do partido | Deputados |
| ---------------- | ---------------- | --------------------------------------- | --------- |
|                  | CHEGA            | Francisco O'Neill                       | 1         |
|                  | IL               | Anabela Brito                           | 1         |
|                  | PAN              | Mónica Inácio                           | 1         |

## Comissões Permanentes
Para o mandato 2017-2021, foi aprovada a constituição de 5 Comissões Permanentes, cuja designação e âmbito são os seguintes:
- 1.ª Comissão dos Direitos Humanos, Sociais, Cidadania e Cooperação Descentralizada
- 2.ª Comissão do Processo Deliberativo e Assuntos Jurídicos
- 3.ª Comissão do Ambiente, Ordenamento do Território e Património
- 4.ª Comissão de Economia, Finanças e Setor Empresarial Local
- 5.ª Comissão de Educação, Cultura, Desporto e Juventude

## Mesa
A Mesa da AMO é constituída por um presidente e dois secretários, sendo estes:
| Presidente     |  | Elisabete Rodrigues de Oliveira | IN-OV |
|                |  |                                 |       |
| 1.º Secretário |  | Rui Miller                      | IN-OV |
| 2.º Secretário |  | Nuno Custódio                   | IN-OV |